# فهمي عبد الحميد
فهمي عبد الحميد (1 فبراير 1939 - 17 يناير 1990)، مخرج مصري. مولود بحي العباسية بالقاهرة وبعد 4 سنوات توفي والده ليستكمل حياته يتيماً مع والدته حيث انتقلا إلى منزل العائلة بالقناطر الخيرية حتى وفاته. التحق فهمي عبد الحميد بكلية الفنون الجميلة بالقاهرة وتخرج فيها عام 1963 بقسم الحفر ثم عمل بالتلفزيون المصري عام 1964 بقسم الرسوم المتحركة وتتلمذ على يد أساتذة الرسوم المتحركه الأخوان «حسام مهيب وعلي مهيب».

## أعماله
في بدايات حياته العملية قام فهمي عبد الحميد بتصميم تترات عدد من المسلسلات التليفزيونية والأفلام السينمائية ومن أشهرها (فيلم الخط الأبيض) الذي حاز على الجائزة الذهبية لمهرجان التلفزيون العربي لسنة 1965 الذي أخرجه أساتذة الرسوم المتحركة الأخوان حسام مهيب وعلي مهيب، ومسلسل «وليد ورندا في الفضاء» ومسلسل «جحا» بطولة عبد المنعم مدبولي.
عام 1974 جاءت بدايته الحقيقية مع فوازير رمضان التلفزيونية واختار الفنانة نيللي لتقديمها وكانت فكرتها تعتمد على استضافة فناني الرسوم المتحركة في كل حلقة وكانت بعنوان «صورة وفزورة» ثم قدم «صورة وفزورتين» ثم «صورة وثلاث فوازير» «أنا وأنت فزورة».
ثم جاء اللقاء مع صلاح جاهين وقدما أحلى ما قدمت نيللي فوازير «عروستي» و«الخاطبة» وبعدها قرر فهمي عبد الحميد تجديد دم الفوازير بعد أن قدمتها لمدة 7 سنوات.. ليلتقي بالمؤلف عبد الرحمن شوقي والفنان سمير غانم وابتكر شخصية «فطوطة» وجسدها سمير غانم أعوام 82 و 83 و 1984 وحققت نجاحا جماهيريا.
قرر المخرج الراحل إجراء تغيير جديد فاتّجه إلى الإذاعة المصرية وقام بنقل حلقات ألف ليلة وليلة تأليف الشاعر طاهر أبو فاشا وقام الشاعر عبد السلام أمين بكتابة فوازير داخل الحلقات.
جاءت بداية شيريهان علي يد فهمي عبد الحميد فقدمت معه فوازير «ألف ليلة وليلة» للتلفزيون على مدار ثلاث سنوات «85 و 86 و 1987» وفي عام 1988 اختار فهمي عبد الحميد الفنانين يحيى الفخراني وصابرين وهالة فؤاد لتقديم الفوازير وجاء التعاون لأول مرة مع الكاتب الساخر يوسف عوف وتم تقديم الفوازير لأول مرة بشكل كوميدي وبداخلها فزورة يكتبها عبد السلام أمين.
في عام 1989 انضمت الفنانة ليلى علوي إلى حلقات «ألف ليلة وليلة» وكانت منفصلة عن الفزورة التي قدمها الفنانان مدحت صالح وشيرين رضا.
تعاون فهمي عبد الحميد مع كبار الملحنين سيد مكاوي ومحمد الموجي وحلمي بكر ومنير مراد وأحمد صدقي وخالد الأمير ومنير الوسيمي وسمير حبيب وهاني شنودة وإبراهيم رجب ومحمد قابيل وعمار الشريعي وعمر خورشيد وسامي الحفناوي وصلاح الشرنوبي وفاروق الشرنوبي.
أخرج فهمي عبد الحميد العديد من أغنيات الأطفال التي حققت نجاحا وانتشارا وكان يخرج الرسوم المتحركة بأعماله التي حصلت على جوائز من مهرجانات دولية ومنها «إبريق الشاي» السيد الملاح وكذلك المطربات عفاف راضي وليلي نظمي ولبلبة وإيمان الطوخي وقدّم أغنيات وطنية مثل «على ضفافك يا نيل» غناء وردة و«يوم الهنا» غناء نجاة الصغيرة.
في التلفزيون أخرج الراحل برنامج «كشكول» إعداد الراحل صلاح جاهين وتقديم سلمى الشماع مع شخصيات كرتونية اسمها «سكر» وأداها الفنان إبراهيم نصر.. ثم أخرج مسلسل «مبروك جالك ولد» تأليف لينين الرملي وبطولة نيللي ومحمود عبد العزيز.

## جوائزه
حاز فهمي عبد الحميد على تكريم الرئيس حسني مبارك بمنحه نوط الامتياز من الدرجة الأولى وحصل على العديد من الجوائز منها:
عام 1974 جاءت بدايته الحقيقية مع فوازير رمضان التلفزيونية واختار الفنانة نيللي لتقديمها وكانت فكرتها تعتمد على استضافة فناني الرسوم المتحركة في كل حلقة.
تزوج فهمي عبد الحميد وله من الأبناء ثلاثة.. وائل «المخرج التلفزيوني» ومحمد ولمياء «مذيعة».

## وفاته
رحل المخرج الكبير فهمي عبد الحميد عن عالمنا عام 1990 وكان الراحل من رواد الرسوم المتحركة وفن التحريك منذ عام 1964 وحتى وفاته. وهو جدير بالاحتفاء به كأحد رواد الإخراج في التليفزيون المصري من نشأته (1960)
كانت نهاية الرحلة يوم 17 يناير 1990 في التاسعة مساء حيث كان فهمي عبد الحميد يصور حلقات «ألف ليلة وليلة» بطولة مدحت صالح ورغدة ومنى عبد الغني ووافته المنية وخرجت روحه إلى بارئها إثر أزمة قلبية مفاجئة ليسدل الستار على مشوار لم يمتد أكثر من 51 سنة.